# Cristinia coprophila
Cristinia coprophila är en svampart som först beskrevs av Elsie Maud Wakefield, och fick sitt nu gällande namn av Hjortstam 1993. Enligt Catalogue of Life ingår Cristinia coprophila i släktet Cristinia,  och familjen Stephanosporaceae, men enligt Dyntaxa är tillhörigheten istället släktet Byssocorticium,  och familjen Atheliaceae. Arten är reproducerande i Sverige. Inga underarter finns listade i Catalogue of Life.